# Melanolophia agnataria
Melanolophia agnataria là một loài bướm đêm trong họ Geometridae.